# Umse

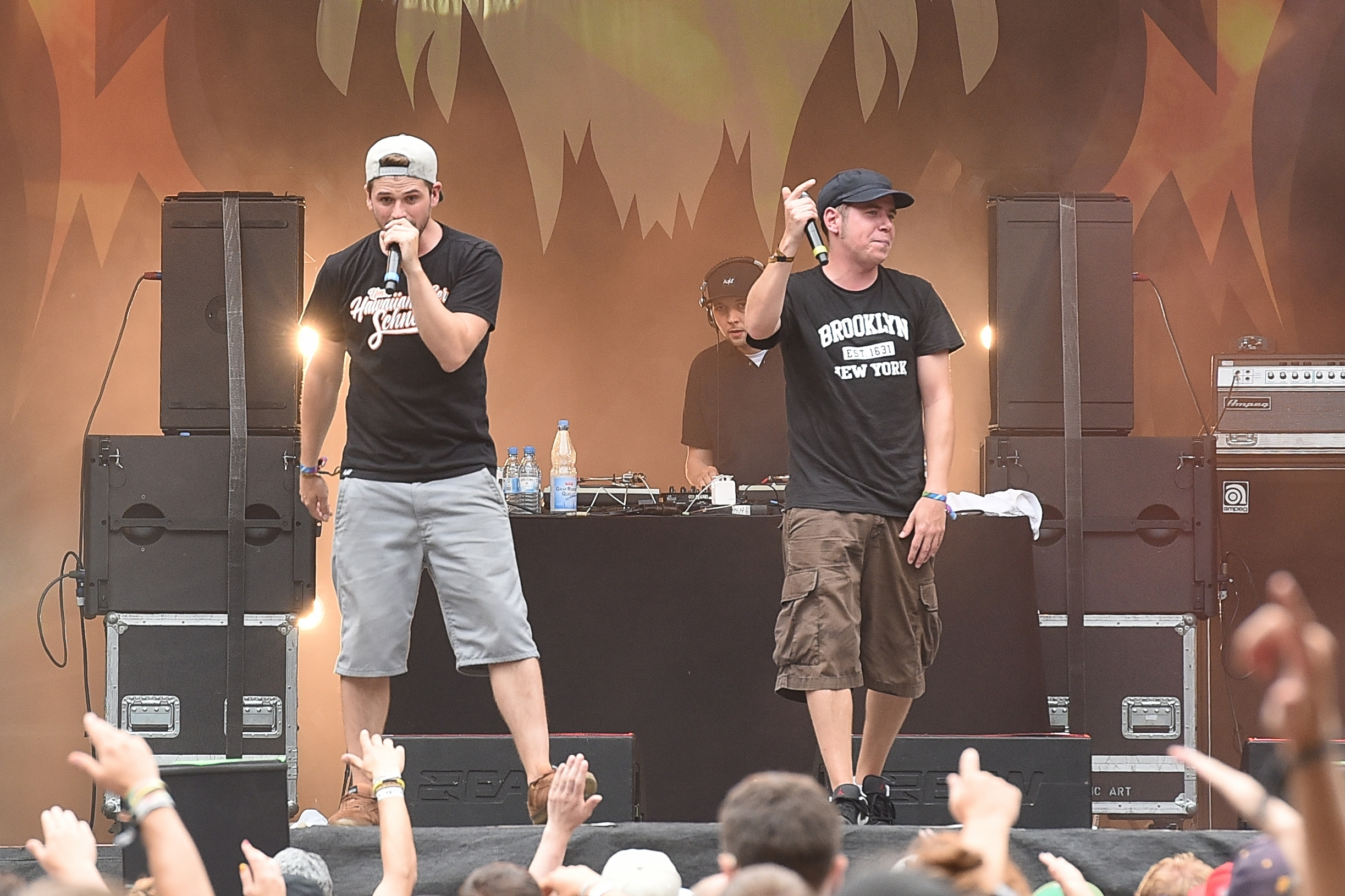
Umse (r.) beim Ruhr Reggae Summer 2016

Umse (* 25. Juli 1983 in Ratingen; bürgerlich Christoph Umbeck) ist ein deutscher Rapper.

## Leben
Christoph Umbeck, seit seiner Schulzeit Umse genannt, entdeckte nach einem Umweg über die Genres Punk-Rock und Crossover den Hip-Hop und schreibt seit 1997 deutschsprachige Texte. Anfang 2006 wurde Umse vom Musiklabel „Tunnelblick Music“ unter Vertrag genommen. Im Mai 2006 veröffentlichte er die acht Titel umfassende EP „smart&weise“, die ausschließlich online erschien. Bis Ende 2008 wurde diese EP mehr als 20.000 Mal heruntergeladen.
Durch seinen Sieg beim „Myspace Most Wanted-Contest 2007“ konnte er beim siebten MTV HipHop Open in Stuttgart am 21. Juli 2007 u. a. neben deutschsprachigen Künstlern wie Freundeskreis, Jan Delay, Blumentopf und Dendemann sowie den US-Rappern des Wu-Tang Clans auftreten.
Mit der vierköpfigen Live-Band „Beatshop“ aus Münster trat er 2008 verschiedenerorts in Deutschland auf. Das Konzeptalbum „Rheinisches Blatt“ veröffentlichte er als sein Debütalbum am 12. September 2008. Dieses Werk wird von laut.de zu den „besten Genrereleases des Jahres“ gezählt. Nach der Trennung von dem Musiklabel Tunnelblick Music veröffentlichte er 2010 unter dem Titel „Allerhöchste Eisenbahn“ sein zweites Album. Am 13. November 2012 erschien die EP Lieb es oder lass es mit acht Musiktiteln und einer Gesamtspielzeit von 24:14 Minuten. Das dritte Album Wachstum veröffentlichte Umse am 22. März 2013 bei Jakarta Records.
Anfang 2014 wurde das vierte Studioalbum von Umse angekündigt, das den Titel Kunst für sich trägt. Es erschien am 25. Juli 2014 und brachte Umse mit Platz 36 die erste Platzierung in den deutschen Charts.
Am 15. Mai 2020 erschien Uno, das in Zusammenarbeit mit dem amerikanischen Hip-Hop-Produzent Nottz entstand. Das Album erlangte Platz 40 in den deutschen und Platz 33 in den Schweizer Charts.
Am 27. November 2020 wurde der Song Irgendwas muss gehen veröffentlicht. Er thematisiert die persönlichen sozialen und seelischen Auswirkungen der Corona-Krise.
Am 26. März 2021 erschien der Song Piano, produziert von Farhot.

## Diskografie

### Alben
- 2008: Rheinisches Blatt
- 2010: Allerhöchste Eisenbahn
- 2013: Wachstum
- 2013: Rheinisches Blatt (Neuveröffentlichung als Vinyl und Download)[13]
- 2014: Kunst für sich
- 2015: Hawaiianischer Schnee
- 2018: Durch die Wolkendecke
- 2020: Uno (Umse & Nottz)
- 2022: Séparée
- 2025: "Immunsystem"[14]

### EP
- 2006: Smart und weise
- 2012: Lieb es oder lass es
- 2018: Flammenwerfer

### Juice-Exclusives
- 2015: Bäm!